# José María Márquez Coloma
José María Márquez Coloma (* 20. Dezember 1996 in Madrid) ist ein spanischer Handballspieler. Der 1,87 m große Rückraumspieler spielt seit 2022 für den französischen Erstligisten Saint-Raphaël Var Handball und steht zudem im Aufgebot der spanischen Nationalmannschaft. 

## Karriere

### Verein
Chema Márquez stand ab der Saison 2014/15 im Kader des spanischen Erstligisten Quabit Guadalajara. 2016/17 und 2017/18 wurde er mit 200 bzw. 196 Toren in 30 Spielen Torschützenkönig der Liga ASOBAL. Guadalajara erreichte mit seinem Spielmacher in sechs Spielzeiten als beste Platzierung den siebten Platz der höchsten spanischen Spielklasse. Im Sommer 2020 nahm ihn der zehnfache spanische Meister Fraikin BM Granollers unter Vertrag. Mit Granollers wurde der Rechtshänder in der Saison 2021/22 mit 206 Treffern erneut bester Torschütze der Liga und erreichte den zweiten Platz. In der EHF European League 2021/22 schied er mit Granollers in der zweiten Runde aus. Zur Saison 2022/23 wechselte Márquez in die erste französische Liga, die Starligue (LNH), zu Saint-Raphaël Var Handball.

### Nationalmannschaft
Márquez lief erstmals im Jahr 2014 für eine spanische Auswahlmannschaft auf.
Er bestritt von 2014 bis 2015 insgesamt 27 Spiele mit der spanischen Jugendnationalmannschaft und erzielte dabei 23 Tore. Mit dem Team spielte er bei der U-19-Weltmeisterschaft 2015.
Von 2016 bis 2017 lief er in 37 Spielen mit der Juniorenauswahl auf und warf darin insgesamt 119 Tore. Mit Spanien gewann er die U-20-Europameisterschaft 2016 und die U-21-Weltmeisterschaft 2017.
In der spanischen Nationalmannschaft debütierte Márquez am 14. Juni 2017 gegen Bosnien und Herzegowina. Nach seinen ersten beiden Länderspielen im Juni 2017 wurde er erst im November 2021 erneut in die Landesauswahl berufen. Bei der Europameisterschaft 2022 erzielte er zehn Tore in vier Spielen und gewann mit Spanien die Silbermedaille. Bei den Mittelmeerspielen 2022 errang er mit Spanien die Goldmedaille.

## Privates
Der Spitzname Chema stammt aus der schnellen Aussprache seines Vornamen José María. Sein älterer Bruder Alejandro (* 1995) und sein Vater, Ricardo, spielten ebenfalls Handball.